# Vinlandkaart

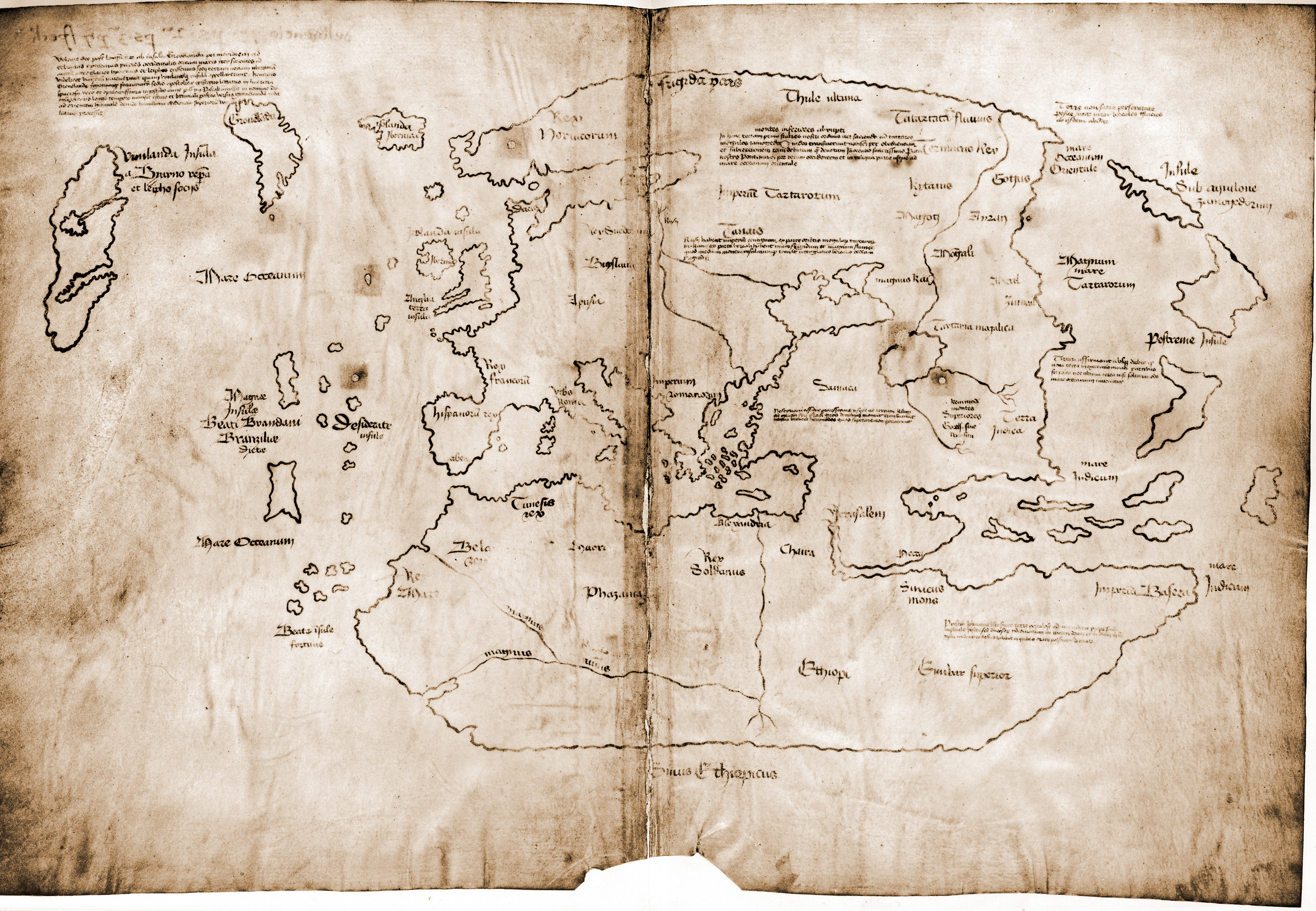
de Vinlandkaart

De Vinlandkaart is een landkaart die uit de 15e eeuw zou dateren en de ontdekkingen van de Vikingen in Groenland en Vinland zou tonen. Lange tijd werd aan de echtheid ervan getwijfeld en in 2021 werd definitief vastgesteld dat het een vervalsing betreft uit de jaren twintig van de vorige eeuw.
Het grootste deel van de kaart is een typische mappa mundi (middeleeuwse wereldkaart), waarin de West-Europese kust, Azië en Afrika in een ovaal getoond worden. In de linkerbovenhoek zijn daar echter drie eilanden aan toegevoegd, die IJsland, Groenland en Vinland zouden voorstellen en tevens vooral delen van Noord-Amerika. Daarmee zou de kaart verder bewijs kunnen leveren dat de Vikingen lang voor Columbus en John Cabot naar de Nieuwe Wereld vertrokken.

## Geschiedenis
De Vinlandkaart was samen met een tekst getiteld The Tarter Relation gebonden in een dunne bundel die in 1957 werd aangeboden aan het Brits Museum. Onderzoekers van het British Museum stelden vast dat verschillende inkten werden gebruikt op de Vinlandkaart en in de Tarter Relation-tekst. Ze merkten ook op dat de inkt er onder ultraviolet licht anders uitzag dan alle andere middeleeuwse inkten die ze in het verleden waren tegengekomen. Nadat het British Museum de kaart had afgewezen werd hij gekocht door Paul Mellon die hem aan Yale University schonk.
In 1965 presenteerde de Yale University Library een dag voor Columbusdag de Vinlandkaart aan de wereld, na een eerste analyse van zeven jaar. De Yale-analyse suggereerde dat de Vikingreis die deze kaart had opgeleverd minstens 50 jaar aan Columbus voorafging. Spoedig twijfelden wetenschappers aan de geldigheid van de kaart vanwege de verrassend nauwkeurige weergave van de kustlijnen van Groenland, dat duidelijk als een eiland op de Vinlandkaart was getekend. Schepen waren destijds echter niet in staat het pakijs te doorkruisen dat Groenland in het noorden omringde. Andere kaarten uit de periode waarin de kaart naar beweerd werd getekend, zo ze Groenland al laten zien, geven het aan als een schiereiland dat vanuit Noord-Rusland naar Scandinavië buigt.
Al spoedig rezen er verdenkingen dat de kaart een vervalsing was, zowel wegens een aantal details op de kaart zelf als in de teksten die erop voorkomen.
In 1972-73 overhandigde de Yale University de Vinlandkaart aan het laboratorium van het bedrijf McCrone Associates voor een uitgebreide analyse van de gebruikte inkten. McCrone Associates was toonaangevend in microanalyse en had de technologie en de ervaring om een diepgaand onderzoek uit te voeren. Met behulp van een stereomicroscoop stelde Anna Teetsov vast dat de kaart "dubbel geïnkt" was. Kaarten van authentieke middeleeuwse oorsprong ontwikkelen na verloop van tijd een gele vlek langs de inktlijnen door het natuurlijke uitlogen van de inkt in de perkamentvezels. Volgens Teetsov was een gele inkt gebruikt om de vlek op de Vinland-kaart te simuleren en vervolgens was er met zwarte inkt overheen getekend, wat aangeeft dat het perkamentoppervlak was veranderd om het ouder te laten schijnen. Ze was in staat 29 inktmonsters te nemen voor verdere analyse. Het team onderzocht vervolgens de monsters met behulp van een reeks ultramicroanalyse-technieken zoals gepolariseerde lichtmicroscopie (PLM), elektronenmicroprobe-analyse (EMA), röntgendiffractie (XRD) en transmissie-elektronenmicroscopie (TEM) om de chemische samenstelling en kristallijne structuur ervan te bepalen. Deze tests toonden aan dat de gele inktvlek, zichtbaar onder de stereomicroscoop, een pigment met titaniumoxide (TiO2) bevatte in zijn 0,3 micrometer synthetisch gekristalliseerde vorm van anatase. Deze vorm van titaniumoxide was pas beschikbaar in inkt na het octrooi in 1917. Geconcludeerd werd dat de Vinlandkaart een slimme vervalsing was, waarbij inkt werd gebruikt die pas in het begin van de 20e eeuw beschikbaar was. De bevindingen ondersteunden de beweringen van het British Museum dat de inkt niet van middeleeuwse oorsprong was.
In 2021 werd definitief vastgesteld aan de hand van verder onderzoek naar de samenstelling van de inkt  dat het een falsificatie betreft uit de jaren twintig of daarna.

## Context
Vikingreizen naar Vinland, in de jaren vijftig nog onderwerp van discussie, zijn door onder meer de opgravingen in L'Anse aux Meadows als historisch feit vastgesteld. Ook in het tonen van deze reizen op een kaart is de Vinlandkaart niet uniek. De Skálholtkaart uit 1580 toont deze ook, en daarvan staat de echtheid vast.